# Salvelinus umbla
Salvelinus umbla es una especie de pez de la familia Salmonidae en el orden de los Salmoniformes.

## Alimentación
Come crustáceos, insectos y organismos  bentónicos, aunque hay ejemplares que son piscívora y presentan una morfología diferente.

## Hábitat
Vive en zonas de  aguas dulces  templadas (48 ° N-45 ° N, 5 ° E-11 °).

## Distribución geográfica
Se encuentra en Europa: Austria, Alemania, Suiza, Italia y Suecia.